# Acacia inceana
Acacia inceana — вид квіткових рослин з родини бобових. Ареал: Австралія (Західна Австралія).

## Середовище
Зазвичай зустрічається навколо осок солоних озер або на червоних піщаних, суглинних або глинистих рівнинах.

## Біоморфологічна характеристика
Це кущ або невелике дерево 1–4 метри заввишки з лопатевими волосистими гілочками. Філодії прямі, зігнуті, округлі в перетині або плоскі, 4–9 см завдовжки і 1–2 мм завширшки, з тупою або гострою верхівкою. Має прості суцвіття в пазухах верхніх листків, округлі, жовті, 10–30 квіток. Цвіте навесні (серпень-вересень).